# Visoki tisak
Visok tisak (njem. Hochdruck, eng. relief printing) jedna je od osnovih tehnika tiska, a ime duguje izbočenim tiskovnim elementima na tiskovnoj formi. U ovu tehniku direktnog tiska ubrajaju se: knjigotisak, fleksotisak i leterset (suhi ofset). Boja se s tiskovne forme na tiskovnu podlogu prenosi izravno ili posredno. Osnovno je načelo pritisak tiskovne forme o podlogu.